# Футбол в блокадном Ленинграде
Футбол в блокадном Ленинграде — серия футбольных встреч в Ленинграде в 1942—1943 годах.

## Версия о проведении матча 6 мая 1942 года
C начала 1960-х гг. считалось, что первый матч в блокадном Ленинграде был проведён 6 мая 1942 года: встречались ленинградское «Динамо» и, по разным сведениям, команда моряков-балтийцев майора А. Лобанова или сборная армии и флота ленинградского гарнизона. Встречу доверили судить известному арбитру Н. Усову. Игра состояла из 2-х таймов по 30 минут (или же 45 минут) и завершилась победой «Динамо» со счетом 7:3.
Эта версия массово тиражировалась в прессе: так, журнал «Физкультура и спорт» (1963, № 2) отвёл целую страницу под воспоминания участника той игры Виктора Бычкова. А в 1969 году вышла книга Александра Кикнадзе «Тот длинный тайм», целиком посвящённая матчу 6 мая. Но со временем обратили на себя внимание несколько странных обстоятельств. Во-первых, о матче 6 мая абсолютно ничего не сообщила пресса — при том, что заметки об играх 31 мая и 7 июня 1942 года напечатали сразу несколько газет. Более того, «Ленинградская правда» явно написала: «31 мая в Ленинграде был первый в этом сезоне спортивный день… состоялся первый футбольный матч». Во-вторых, Александр Гаврилин, служивший инструктором по физкультуре на стадионе «Динамо» и исполнявший в одноимённой команде обязанности внештатного летописца (в июле 1942 года он занял должность начальника команды), оставил в своих дневниках записи об играх 31 мая и 7 июня, которые содержат полные составы команд, фамилии судей, счёт матчей. А вот про игру 6 мая в записях Гаврилина нет ни слова. Став разбираться подробнее, журналисты и историки не обнаружили в архивах ни одного документа, прямо или косвенно подтверждающего факт проведения матча 6 мая. 
По всей видимости, игры 6 мая не было, и первый футбольный матч в блокадном Ленинграде состоялся 31 мая 1942 года. Именно эта версия, начиная с 1990-х годов, принята в качестве официальной. Свидетельства же очевидцев и участников матча 6 мая 1942 года, основанные исключительно на личных воспоминаниях о событиях 20-летней (и более) давности, скорее всего, относятся к другим играм: с лета 1942 года футбольные матчи в Ленинграде проводились регулярно. Так, матч «Динамо» с моряками-балтийцами, вероятнее всего, имел место в 1943 году.
Источники, поддерживающие легенду о проведении матча 6 мая, приводят различные сведения о составах команд. Так, по одной из версий, за «Динамо», играли и тренировались:
- Виктор Набутов (командир бронекатера, лейтенант, вызван с Ораниенбаумского плацдарма)
- Михаил Атюшин
- Валентин Фёдоров
- Аркадий Алов
- Константин Сазонов
- Виктор Иванов (все — оперуполномоченные ленинградской милиции)
- Борис Орешкин (главстаршина морского отряда береговой обороны, командовал сторожевым катером)
- Евгений Улитин (связист, служил в Шлиссельбурге[3])
- Дмитрий Федоров (вызван с Карельского перешейка)
- Анатолий Викторов (зам. политрука медсанчасти, вызван из-под Красного Села)
- Георгий Московцев (пехотинец-рядовой, вызван из-под Красного Села)
- Александр И. Федоров
- Евгений Архангельский

По другим данным, состав «Динамо» — В. Набутов; Г. Московцев, Б. Орешкин, П. Сычев; Д. Федоров, Вал. Федоров; К. Сазонов, А. И. Федоров, А. Алов, А. Викторов, Е. Архангельский. В журнале «Физкультура и спорт» (№ 2/1963) «участник» того матча В. Бычков называет третий состав: В. Набутов, Г. Московцев, Б. Орешкин, Вал. Фёдоров, К. Сазонов, А. Фёдоров, А. Алов, А. Викторов, Е. Архангельский, М. Атюшин, Б. Бычков, В. Лемешев, Г. Шорец. Среди тех, кто играл за команду моряков, называются Владимир Анушин, Владимир Бречко, Михайлов.

## Матчи «Динамо» и «Н-ского завода» 31 мая и 7 июня 1942 года
В апреле 1942 года Валентин Фёдоров и Аркадий Алов, до войны выступавшие за ленинградское «Динамо», получили приказ разыскать в городе и на фронте футболистов, способных отыграть матч, и собрать команду для товарищеского матча. Несмотря на очевидные сложности, игроков удалось собрать и начать тренировки, проходившие 2 раза в неделю.
За комплектование соперников «Динамо» — команды Ленинградского металлического завода имени И. В. Сталина (по соображениям секретности поименованной «командой Н-ского завода») — отвечал Александр Зябликов, футболист из довоенного состава подведомственного ЛМЗ «Зенита». Зябликов в блокаду был заместителем начальника противовоздушной обороны цеха Ленинградского металлического завода имени И. В. Сталина, а на самом заводе трудились и другие игроки довоенного «Зенита».
Игру назначили на 31 мая 1942 года. Место проведения — стадион «Динамо» на Крестовском острове. Перед игрой, с согласия судьи Павла Павлова, было оговорено, что таймы будут по 30 минут. Заводчане осознавали, что сил у них немного. При этом, у них были сложности с составом — некоторые включенные в состав на игру так и не вышли на поле (обессилели от голода). Не было у заводчан и вратаря, поэтому в ворота встал защитник Иван Куренков, но все равно не хватало ещё одного футболиста. Тогда динамовцы уступили заводчанам своего игрока Ивана Смирнова.
Игра завершилась со счетом 6:0 в пользу «Динамо». В ней приняли участие:
- «Динамо»: Виктор Набутов, Михаил Атюшин, Валентин Фёдоров, Аркадий Алов, Константин Сазонов, Виктор Иванов, Борис Орешкин, Евгений Улитин, Александр Фёдоров, Анатолий Викторов, Георгий Московцев.
- «Н-ский завод»: Иван Куренков («Спартак»), Александр Фесенко, Георгий Медведев («Зенит»), Анатолий Мишук («Зенит»), Александр Зябликов («Зенит»), Алексей Лебедев («Зенит»), Николай Горелкин (хоккеист), Николай Смирнов («Зенит»), Иван Смирнов («Динамо»), Пётр Горбачёв (по другим данным — не играл) («Спартак»), В. Лосев (по другим данным — Леонид).
- По 2 гола забили А. Алов и К. Сазонов[2]. При этом данные о времени голов разнятся — 4 мяча забиты в 1-й половине игры[2], или же все мячи забиты во 2-м тайме[3].

По свидетельству Валентины Федоровой, победили те, у кого была больше пайка хлеба по карточке. С поля уходили, обнявшись, поддерживая друг друга. Тем не менее, успеху «Динамо» радовались все одинаково, поскольку понимали, что «эта победа одна на всех: над собой, над страхом, над отчаянием. Над лютой, беспощадной зимой 1942 года, выкосившей Ленинград, но не сломившей живых. Не убившей в живых главное — стремление жить».
Запись матча на следующий день транслировали по радио (прямого радиорепортажа не было). 2 июня заметка о матче была напечатана в газете «Ленинградская правда», 3 июня — в газете «Смена».
7 июня 1942 прошла повторная игра между этими командами, которую судил Николай Усов. На этот раз «команда Н-ского завода» сумела дать бой «Динамо» и свести матч вничью 2:2.
- «Динамо»: Гаврилин, Атюшин, Титов, Орешкин, Вал. Федоров, Московцев, Сазонов, Ал. Федоров, Алов, Викторов, Иванов (По книге Н. Я. Киселева «70 футбольных лет» состав был совершенно иным — В. Набутов; Б. Орешкин, С. Медведев, М. Атюшин; Вал. Федоров, И. Куренков; К. Сазонов, А. Федоров, А. Лебедев, А. Алов, А. Зябликов[16]).
- «Н-ский завод»: В.Понугаев, Г.Медведев, Фесенко, Зябликов, Лебедев, Куренков, Горелкин, И. Смирнов, Абрамов, Н. Смирнов, Конин[3].

## Футбол в Ленинграде в 1942—1943 годах

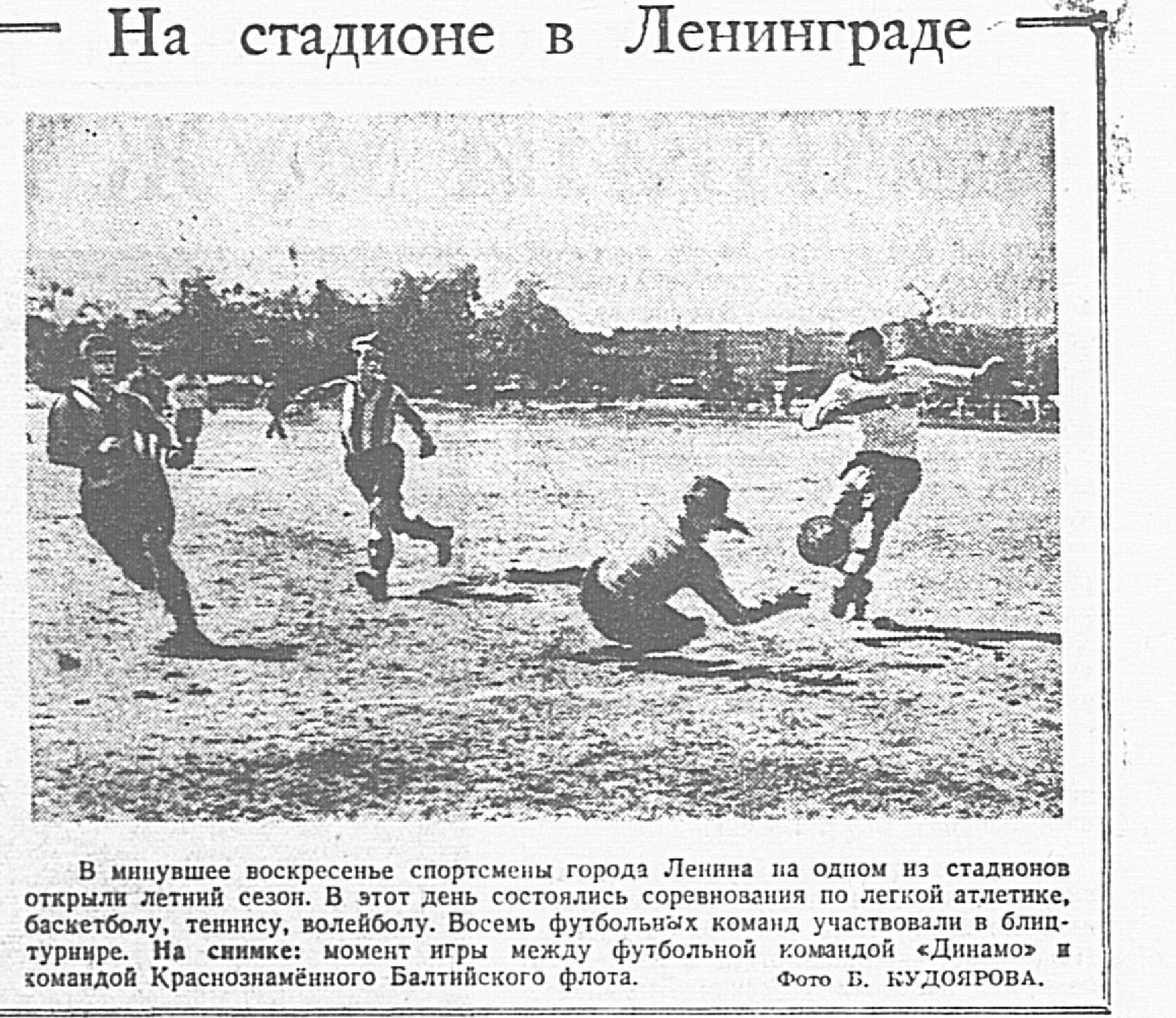
Матч между командами «Динамо» и КБФ на стадионе имени В. И. Ленина 30 мая 1943 г.

19 июля в блокадном Ленинграде состоялись ещё 2 встречи в честь Дня физкультурника. 2-й совет «Динамо» — 3-й совет «Динамо» — 13:1. Матч бойцов Всевобуча: Приморский район — Смольнинский район — 4:4.
11 октября 1942 был проведён блиц-турнир между военными командами: Сб. Ленгарнизона-1 — Сб. учебных пунктов 1:0, Сб. Ленгарнизона-1 — Сб. Ленгарнизона-2 — 1:1. Победа была присуждена 1-й сборной Ленинградского гарнизона, так как она выиграла эстафету 11×100 м, которая была проведена перед матчем.
В 1943 году было проведено первенство города (4 июля — 31 октября), в котором участие приняли 20 команд. Чемпионом города стала команда воинской части Быстрова, которая представляла запасную дивизию под командованием Я. Г. Быстрова. Возглавлял футболистов начальник физподготовки дивизии капитан Н. А. Гульбатов, тренировал Г. Ф. Гостев. В команде выступали такие известные до войны ленинградские футболисты, как Н. Фисенко, И. Куренков, С. Строков, А. Кравец, 3. Баскаков.
Также в 1943 году были разыграны Кубок города (15 августа — 5 сентября; 32 участника), который выиграла команда «Динамо» (А. Таубин, Н. Барабанов, С. Егоров, И. Волчков, Н. Щеколев, В. Семенов, В. Кучин, В. Овчинников, А. Вороханов, Г. Леви, Б. Никитин) и юношеское первенство города.

## Память о «блокадном матче»
- 1968 — Вышел фильм «Удар! Ещё удар!» (киностудия Ленфильм). Один из фрагментов рассказывает об организации и проведении футбольного матча в блокадном Ленинграде.
- 1991 — открыта мемориальная доска на стадионе «Динамо».
- 2012 — открыт памятник на стадионе «Динамо».
- 2012 — уличная выставка «Памяти блокадного матча».[18][19]
- 2015 — на стадионе «Динамо» проведен турнир среди любительских команд «Кубок Памяти», который планируется сделать ежегодным.[20]
- 2021 — «Блокадный футбол». Битва за жизнь. Секретные материалы с Андреем Луговым (телеканал «Звезда»).
- 2022 —  Документально-художественный фильм «Блокадный футбол». Фильм рассказывает об истории проведения матча (режиссёр Вагенак Балаян, телеканал «Санкт-Петербург»).
- 19 ноября 2022 — «Не факт». Выпуск о блокадном матче (телеканал «Звезда»).
- 2024 — документальный сериал «Советский футбол. Зенит. Ленинград» часть 1-9, часть 2 – 1941-1950 гг  (телеканал «Матч! Премьер»).